# Micrognathus crinitus
Micrognathus crinitus es una especie de pez de la familia Syngnathidae en el orden de los Syngnathiformes.

## Morfología
Los machos pueden alcanzar 15 cm de longitud total.

## Reproducción
Es ovovivíparo y el macho transporta los huevos en una bolsa ventral, la cual se encuentra debajo de la cola.

## Hábitat
Es un pez de mar y de clima subtropical y asociado a los arrecifes de coral que vive entre 1-21 m de profundidad.

## Distribución geográfica
Se encuentra desde Bermuda y las Bahamas hasta Santa Catarina (Brasil), incluyendo la costa más meridional y oriental de Florida. Es ausente del Golfo de México, exceptuando un único registro en Cayo Arcas (México )